# Itzig (Familie)
Itzig ist der Name einer weit verzweigten Berliner Familie jüdischer Herkunft, deren Namen einige Familienmitglieder nach dem Übertritt zum Christentum in Hitzig änderten. Die Familie hat verwandtschaftliche Beziehungen zu zahlreichen anderen bekannten Familien, unter anderem zu den Familien Mendelssohn und Erman.
1. Daniel Itzig (1723–1799), Kaufmann und Bankier
  1. Bella Salomon geb. Itzig (1749–1824), Pianistin, Musikaliensammlerin
  2. Isaak Daniel Itzig (1750–1806), Bankier und Hofbaurat
  3. Elias Daniel Itzig (1755–1818; ab 1799: Hitzig) Lederfabrikant und Stadtrat
    1. Julius Eduard Hitzig (1780–1849), Verleger und Schriftsteller
      1. Friedrich Hitzig (1811–1881), Architekt
        1. Eduard Hitzig (1838–1907), Hirnforscher

  4. Fanny von Arnstein geb. Vögele Itzig (1758–1818), Salonnière
  5. Cäcilie von Eskeles gesch. Wulff geb. Zippora Itzig (1760–1836), Pianistin, Salonnière, Musikaliensammlerin
  6. Sara Levy geb. Itzig (1761–1854), Pianistin, Harfinistin, Salonnière, Förderin der Klassischen Musik